# 4630 Chaonis
4630 Chaonis (1987 WA) là một tiểu hành tinh vành đai chính được phát hiện ngày 18 tháng 11 năm 1987 bởi Baur, J. M. ở Chions.